# STS-70
STS-70 (englisch Space Transportation System) ist eine Missionsbezeichnung für das US-amerikanische Space Shuttle Discovery (OV-103) der NASA. Der Start erfolgte am 13. Juli 1995. Es war die 70. Space-Shuttle-Mission und der 21. Flug der Discovery.

## Mannschaft
- Terence Henricks (3. Raumflug), Kommandant
- Kevin Kregel (1. Raumflug), Pilot
- Nancy Currie (2. Raumflug), Missionsspezialistin
- Donald Thomas (2. Raumflug), Missionsspezialist
- Mary Weber (1. Raumflug), Missionsspezialistin

## Missionsparameter
- Masse: 20.159 kg Nutzlast

## Probleme vor dem Start
Eine eher ungewöhnliche Panne hatte den Plan, das Starten des Space Shuttles im Juni, zunichtegemacht. Als die Discovery sich Juni 1995 schon am Startplatz befand und die Startvorbereitungen schon sehr weit fortgeschritten waren, hatten Goldspechte mehr als 70 Löcher in die Isolationsschicht des Externen Tanks des Shuttles gehämmert, so dass die Discovery wieder in die Montagehalle zurückgefahren werden musste, damit die Schäden behoben werden konnten.
Seit diesem Ereignis stehen am Kennedy Space Center einige Eulenattrappen, um die Vögel abzuschrecken. Auch die Nester der Vögel wurden nach dieser Panne zugeklebt.

## Missionsbeschreibung
Die Hauptaufgabe war die Entsendung des siebten Tracking and Data Relay Satellite (TDRS G) mit Hilfe der zweistufigen Inertial Upper Stage (IUS) Feststoffrakete.
Der ausgesetzte Satellit war der sechste im Orbit platzierte seiner Art. Der erste derartige wurde von STS-6 im Jahr 1983 in den Orbit gebracht, der zweite ging bei der Challenger-Katastrophe (Mission STS-51-L) verloren. Die anderen TDRS-Satelliten wurden von STS-26 (TDRS C), STS-29 (TDRS D), STS-43 (TDRS E) und STS-54 (TDRS F) transportiert. Das TDRS-Netzwerk wird derzeit umgeordnet und wird zukünftig zwei voll operationsfähige Satelliten beinhalten, die die westliche und die östliche Hemisphäre abdecken, einen voll funktionsfähigen als Ersatz, einen fast erschöpften am Ende seiner Lebenszeit und einen teilweise funktionsfähigen, der das Compton Gamma Ray Observatory (GRO) unterstützt. Dieser wird auch benutzt, um ein Gebiet auf der Erde abzudecken, das von den anderen aus nicht erreicht werden kann.

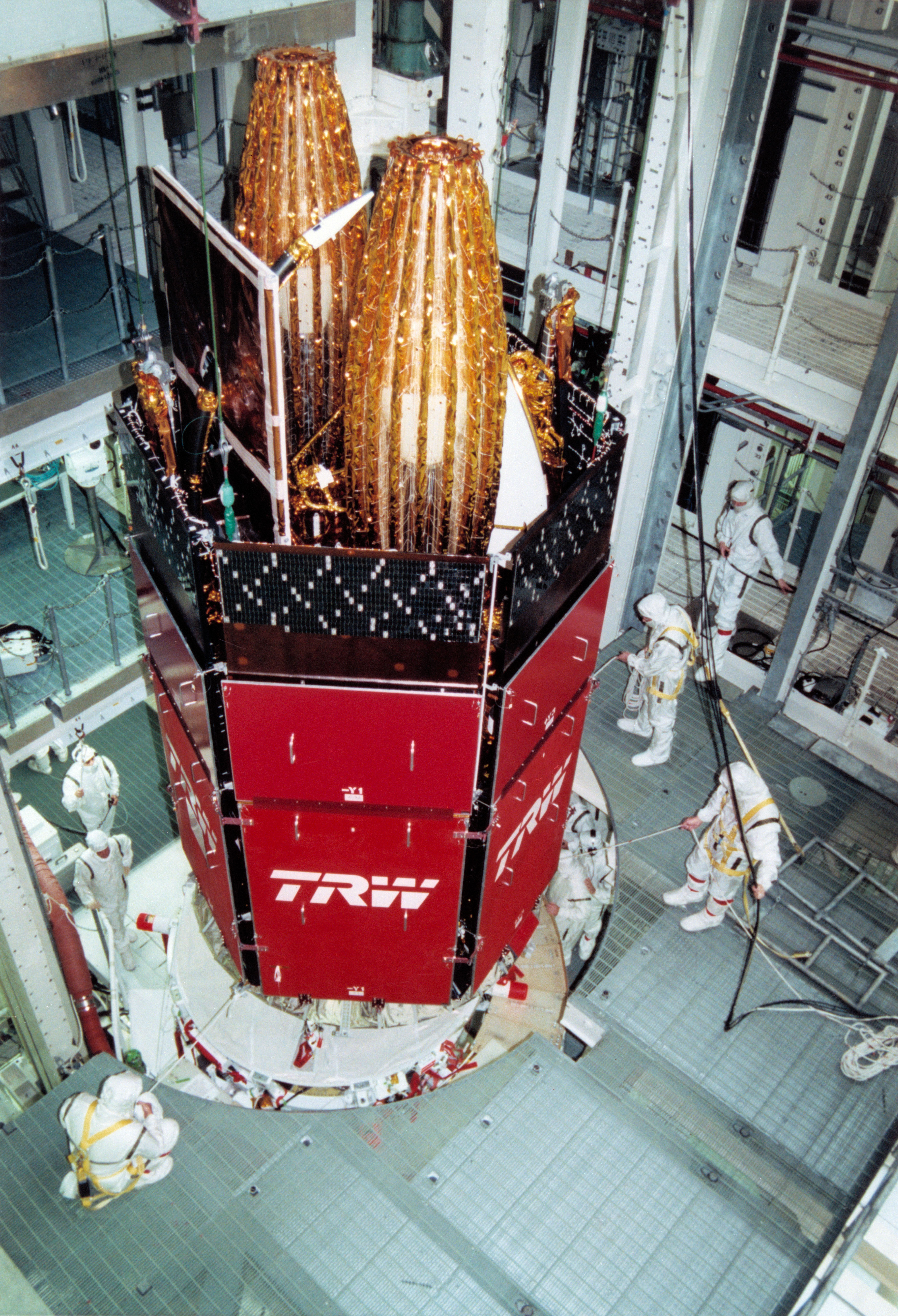
TDRS-G bei den Startvorbereitungen

Das TDRS-System ist ein weltraumbasiertes Netzwerk das Dienste wie Kommunikation, Telemetrie, Orbitverfolgung, Datensammlung und Kommandoübermittlung bereitstellt, die essentiell sind für das Space Shuttle und andere Raumschiffe mit niedrigem Orbit wie dem Hubble Space Telescope, dem Compton Gamma Ray Observatory, dem Upper Atmosphere Research Satellite, dem Cosmic Background Explorer, dem Extreme Ultraviolet Explorer, TOPEX-Poseidon, Landsat und viele mehr. Der ausgesetzte Satellit wird sich in geosynchronem Orbit in 35.888 km Höhe auf 178 Grad westlicher Länge befinden. Es wurde von TRW gebaut und wiegt etwa 2.200 kg.
Die Entsendung des Satelliten wurde von drei unabhängigen Kontrollzentren aus gesteuert. Die White Sands Missile Range Bodenstation überwachte das TDRS, die Bodenkontrolle im Johnson Space Center (JSC) überwacht das Shuttle und das Inertial Upper Stage-Kontrollzentrum auf der Onizuka Air Force Base in Sunnyvale (Kalifornien) überwacht die Booster-Plattform. Die Aussetzung des Satelliten begann sechs Stunden nach Abheben des Shuttles. Der Satellit hat voll ausgebreitet eine Spannweite von 17 m.
Weitere Aufgaben der Mission waren:
- Physiological and Anatomical Rodent Experiment / National Institutes of Health-Rodents (PARE/NIH-R)
- Bioreactor Demonstration System (BDS), Commercial Protein Crystal Growth (CPCG)
- Space Tissue Loss/National Institutes of Health-Cells (STL/NIH-C)
- Biological Research in Canisters (BRIC)
- Shuttle Amateur Radio Experiment-II (SAREX-II), Visual Function Tester-4 (VFT-4)
- Hand-Held, Earth Oriented, Real-Time, Cooperative, User-Friendly, Location-Targeting and Environmental System (HERCULES)
- Microcapsules in Space-B (MIS-B)
- Windows Experiment (WINDEX)
- Radiation Monitoring Equipment-III (RME-III)
- Military Applications of Ship Tracks (MAST)